# Гаявата (кратер)

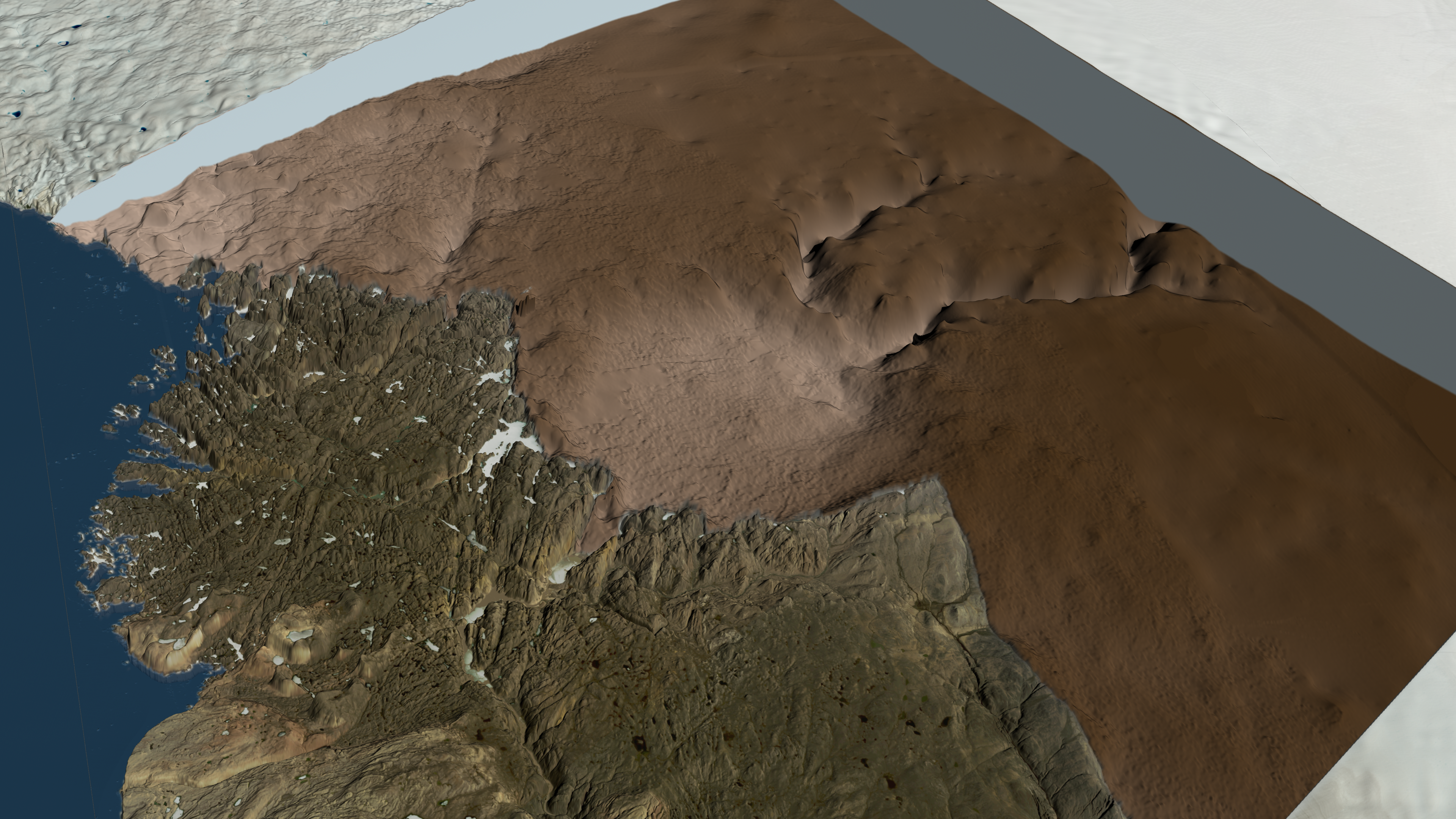
Кратер Гаявата

Кратер Гаявата — кратер під льодовиком Гаявата, у Гренландії, який за повідомленням команди дослідників імовірно є метеоритним. Діаметр кратера оцінюється як 31 км, вік його утворення не перевищує трьох мільйонів років, хоча вірогідніше він становить 12—15 тисяч років. Кратер вкрито льодовиком завтовшки близько 930 м.

## Історія відкриття
Ще до відкриття кратера, інуїти знайшли в цьому регіоні залізні метеорити. 1963 року Вагн Ф. Бухвальд знайшов 20-тонний метеорит Агпалілік (фрагмент метеорита Кейп-Йорка) на нунатаку біля Морецького льодовика, що розташований на півострові Агпалілік в районі Туле у північно-західній частині Гренландії.
Цій частині планети не приділяли особливої уваги до 2015 року, коли дослідники почали польоти над територією з чутливими сканувальними інструментами, такими як лазери та радари. Ця операція NASA отримала назву «IceBridge». Зібрані дані було опубліковано і група данських гляціологів відзначила, що в гірських породах, які залягають під кригою, добре помітно чашоподібну западину.
Щоб отримати вищу роздільну здатність сканування льодовика Гаявата, команда звернулася за підтримкою до інституту Альфреда Вегенера у Німеччині, який виконав польоти з чутливішим геодезичним обладнанням у травні 2016 року. Отримані дані з більшою роздільною здатністю дозволили уточнити обриси кратера: стало помітно кільцевий вал, який піднімається над дном западини на 1 050 футів (320 м), та центральну гірку висотою 164—230 футів (50—70 м). У липні 2016 року було надіслано наземну команду, щоб відобразити на поверхні навколишні споруди[джерело?] й зібрати зразки відкладів, які вимивало з-під льодовика. У відкладах було виявлено зерна шокового кварцу.
Про відкриття команда дослідників повідомила в листопаді 2018 року. Втім, незалежні дослідники вважають, що зібраної інформації недостатньо аби ідентифікувати кратер як метеоритний. Якщо ж метеоритне походження кратера буде доведено, він потрапить до 25 найбільших астроблем.